# Lionello Cammarota

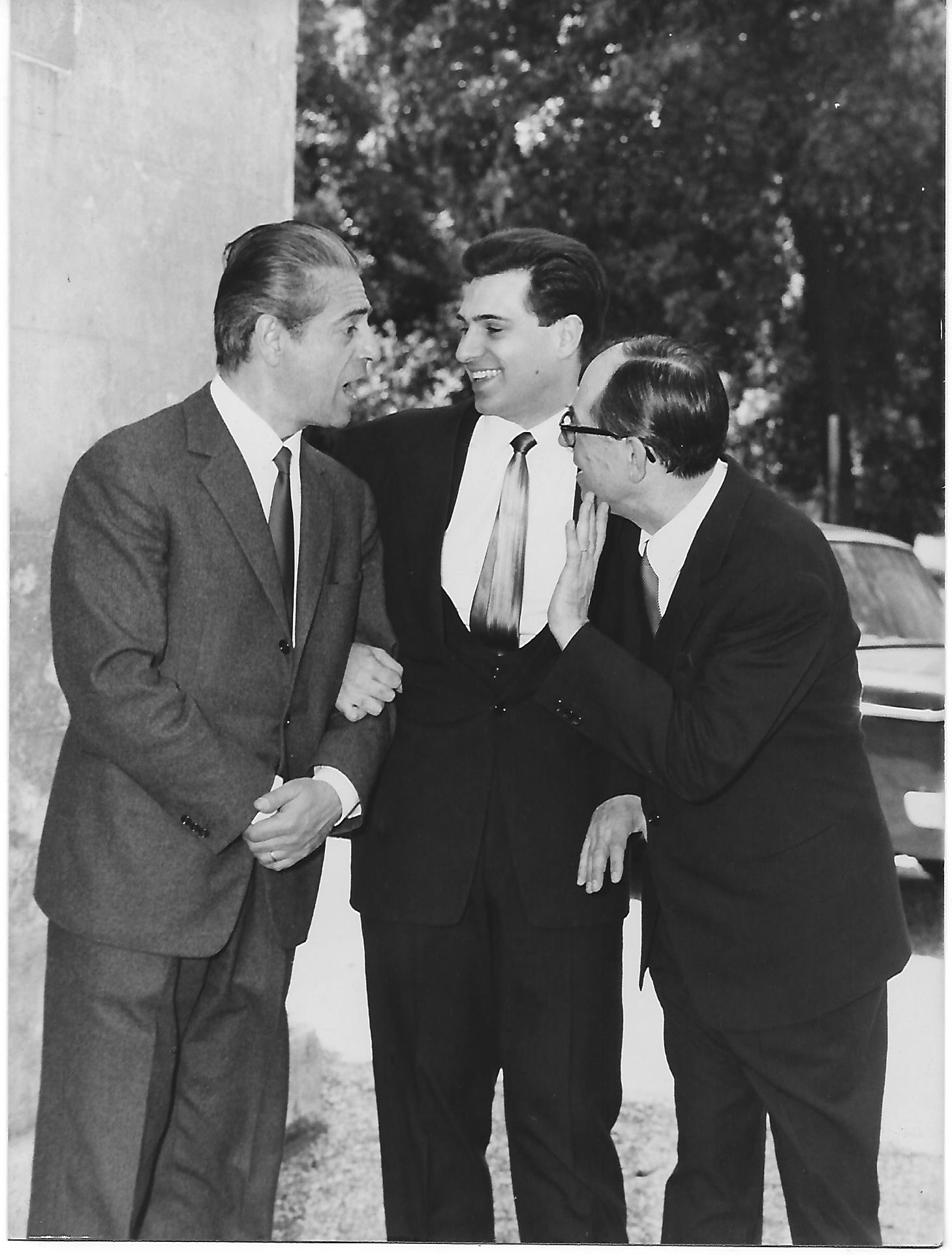
Roma 1965, con Franco Ferrara e il padre Carlo.

Lionello Cammarota (Napoli, 6 settembre 1936) è un musicologo e direttore d'orchestra italiano.

## Biografia
Figlio di Carlo Cammarota. Avviato alla musicologia da Guido Pannain si laurea in Lettere alla Sapienza di Roma con Luigi Ronga. Per la composizione ebbe a maestri il padre e Renato Parodi, e per il pianoforte Vincenzo Vitale. Si diploma in Direzione d’Orchestra al Conservatorio Santa Cecilia di Roma con Franco Ferrara. I giovanili rapporti con figure quali Goffredo Petrassi, Ildebrando Pizzetti, Nino Rota, Renzo Rossellini, Franco Abbiati hanno favorito una formazione a tutto campo. Tra il 1965 e il 1967 è critico musicale della Fiera Letteraria. Al fianco delle firme indipendenti di Sergio Tofano, Ignazio Silone, Vladimiro Cajoli, contribuisce al rilancio della celeberrima rivista diretta da Diego Fabbri. Dal 1966 è stato docente di Storia della Musica all’Accademia Nazionale d’Arte Drammatica Silvio D’Amico a Roma, e dal 1974 di Storia ed Estetica al Conservatorio Santa Cecilia. Gli studi sulla polifonia rinascimentale lo conducono alla scoperta delle fonti attestanti la prima scuola cinquecentesca napoletana presso la SS. Annunziata. Ha tenuto masters all’Università di Kwandong (Corea), alla Wayne State University di Detroit (U.S.A.), al Dartmouth College di Hannover (U.S.A.), alla Taiwan National Normal University (Taipei). Dal 1978 ha svolto attività di direttore d’orchestra in Italia e all’estero.
Nel 1999 è nominato direttore del Conservatorio Santa Cecilia di Roma. Sotto la sua spinta le cattedre in organico salgono da 118 a 160, il numero degli allievi giunge a 1500 iscritti, aumentano le presenze dall’estero, addirittura con allievi di Seul e di Pyongyang nelle stesse aule. La storica Sala Accademica ormai fatiscente è ristrutturata, il parco strumenti potenziato. Forma l’Orchestra e Coro del Conservatorio che debutta nel giugno 2000 con la Mass di Leonard Bernstein in prima esecuzione europea presso la Sala Nervi del Vaticano . Dall’anno successivo l’attività artistica di Orchestra e Coro si intensifica secondo un folto calendario di concerti, anche in collaborazione con Accademia Nazionale di Santa Cecilia e Teatro dell’Opera. Negli stessi anni crea l’ensemble dei Cameristi del Conservatorio costituito da un ristretto numero di docenti e allievi con il quale diffonde all’estero il prestigio del Conservatorio di Roma. Nel 2004 gli è conferito il diploma di Accademico ad honorem della R. Accademia Filarmonica di Bologna. Nello stesso anno  mette le basi per la formazione dell’Orchestra Nazionale in Algeri. Nel settembre 2006 dà le dimissioni dall’incarico di direzione.
Dal 1994 ha collaborato con la VII Commissione Cultura della Camera per la riforma dei Conservatori, quindi con il MPI e poi con il MIUR per il riordino degli studi musicali in Italia. Dal 2010 è il responsabile politico in Italia per la Musica e la Cultura del Nuovo PSI.

## Il caso "fondi europei al Conservatorio"

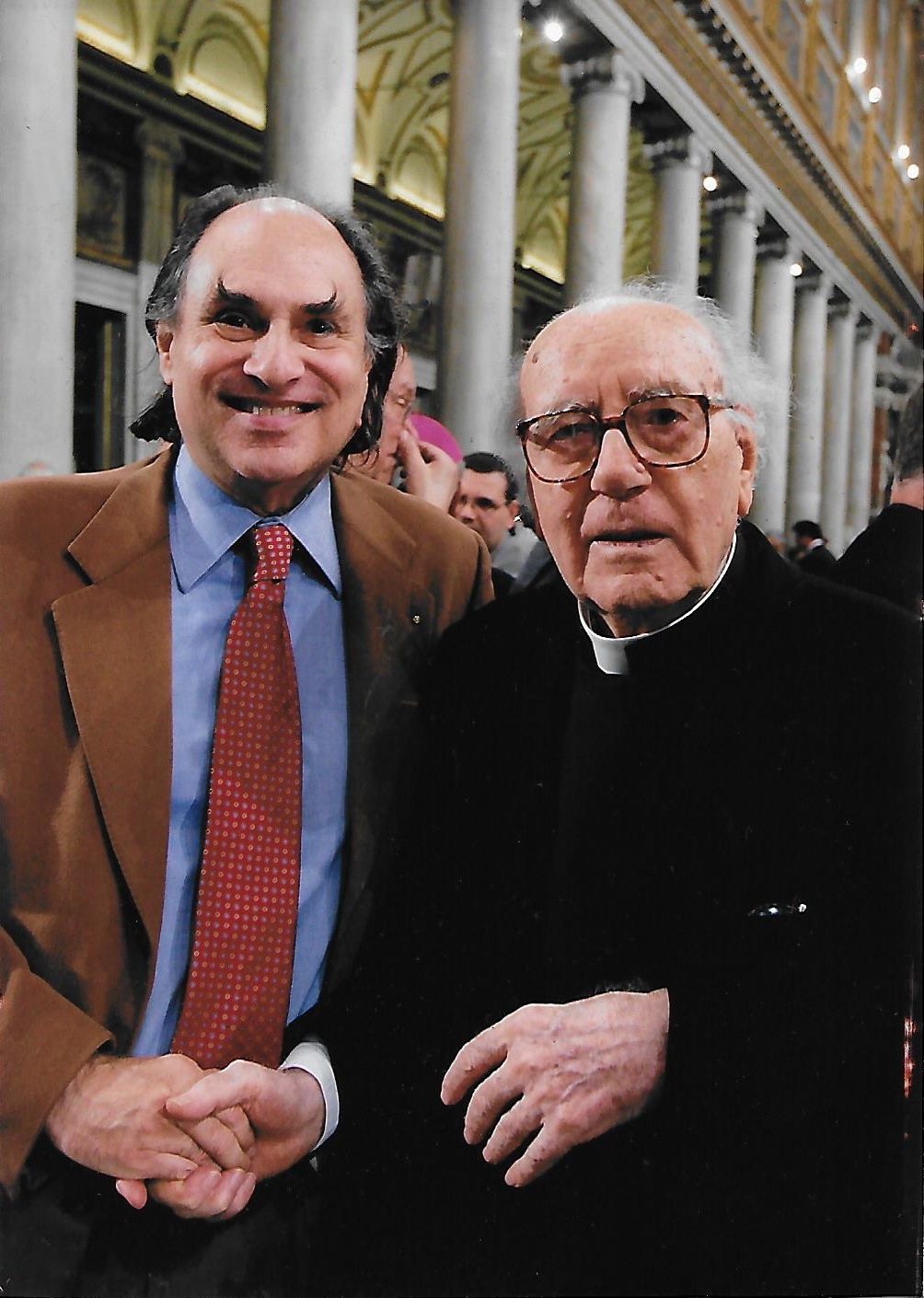
L. Cammarota con Domenico Bartolucci

Per potenziare orchestra e coro, nell’anno accademico 2003/2004 la Regione Lazio assegnò al Conservatorio Santa Cecilia fondi europei per l’attivazione di sei corsi di perfezionamento per strumentisti e cantanti. Svolti con successo e conclusi con tre concerti sotto la bacchetta di direttori d’orchestra di fama, nel 2005 il direttore Lionello Cammarota e il Collegio dei Revisori del Conservatorio scoprono irregolarità contabili. Nel febbraio - aprile 2006 i Revisori consegnano la loro relazione sui fatti al Ministero. Nel contempo il direttore, all’esito di indagini effettuate personalmente a proprie spese, deposita presso la Procura della Repubblica di Roma un documentato esposto seguito da ulteriori integrazioni, e ne informa il MIUR. In conseguenza, nell’agosto il ministro Mussi commissaria Presidenza e CdA, e nel settembre commissaria anche la Direzione a seguito delle dimissioni del Cammarota.
Dopo il tentativo di archiviazione da parte della Procura contrastato dal Cammarota, solo nell’ottobre 2006 la stessa Procura avvia finalmente le indagini. Nel febbraio 2007 il procuratore aggiunto Giancarlo Capaldo, tra le sette persone indagate, ottiene la custodia cautelare in carcere per una di esse e quella agli arresti domiciliari per un'altra, e infine, nonostante fossero stati confermati i sospetti e gli accertamenti dell’ex direttore Cammarota infligge proprio e anche a quest’ultimo gli arresti domiciliari subito annullati dal Tribunale del Riesame. Per l’ex direttore ne segue comunque un linciaggio mediatico sulle principali testate giornalistiche. Il pubblico ministero Giancarlo Capaldo persevera nell’accusa e chiede il rinvio a giudizio dello stesso Cammarota assieme ad altri, tra cui l’ex presidente Massimo Visconti e la compositrice Ada Gentile.
Lionello Cammarota, accusato di reati che egli stesso aveva denunciato, è costretto a ritirarsi da ogni attività artistica e pubblica. Nel corso del processo sopraggiunge nel 2013 la prescrizione per tutti i reati, della quale gli imputati si avvalgono a eccezione del Cammarota che vi rinuncia. Il processo prosegue, e nel 2015 con sentenza passata in giudicato l’ex direttore è assolto da ogni reato. Unico quotidiano che ne dà notizia è Il Tempo.

## Pubblicazioni
- La dodecafonia, un compromesso (Milano 1963)
- L’opera pianistica di Arnold Schönberg (Roma 1964)
- Compendio di Storia della Musica (Roma 1964)
- Antichi Termini Musicali, il Terminorum Musicae Diffinitorium di J. Tinctoris (Roma 1965)
- L’espressionismo e Schönberg (Bologna 1965) [2]
- Fenomenologia Musicale (Roma 1966)
- De Musica (Padova 1969)
- Gian Domenico del Giovane da Nola, i documenti biografici e l’attività presso la SS. Annunziata con l’opera completa (Roma 1973)
- L’Orchestrazione dell’Orfeo di Monteverdi (Firenze 1976)
- Storia della Musica (Bari 1981, 1984, 1989, 1990)
- Lampi (Verona 2004) [3]
- Ultime scene di vita di Marcello (Roma 2023)

## Principali articoli e recensioni da “La Fiera Letteraria”

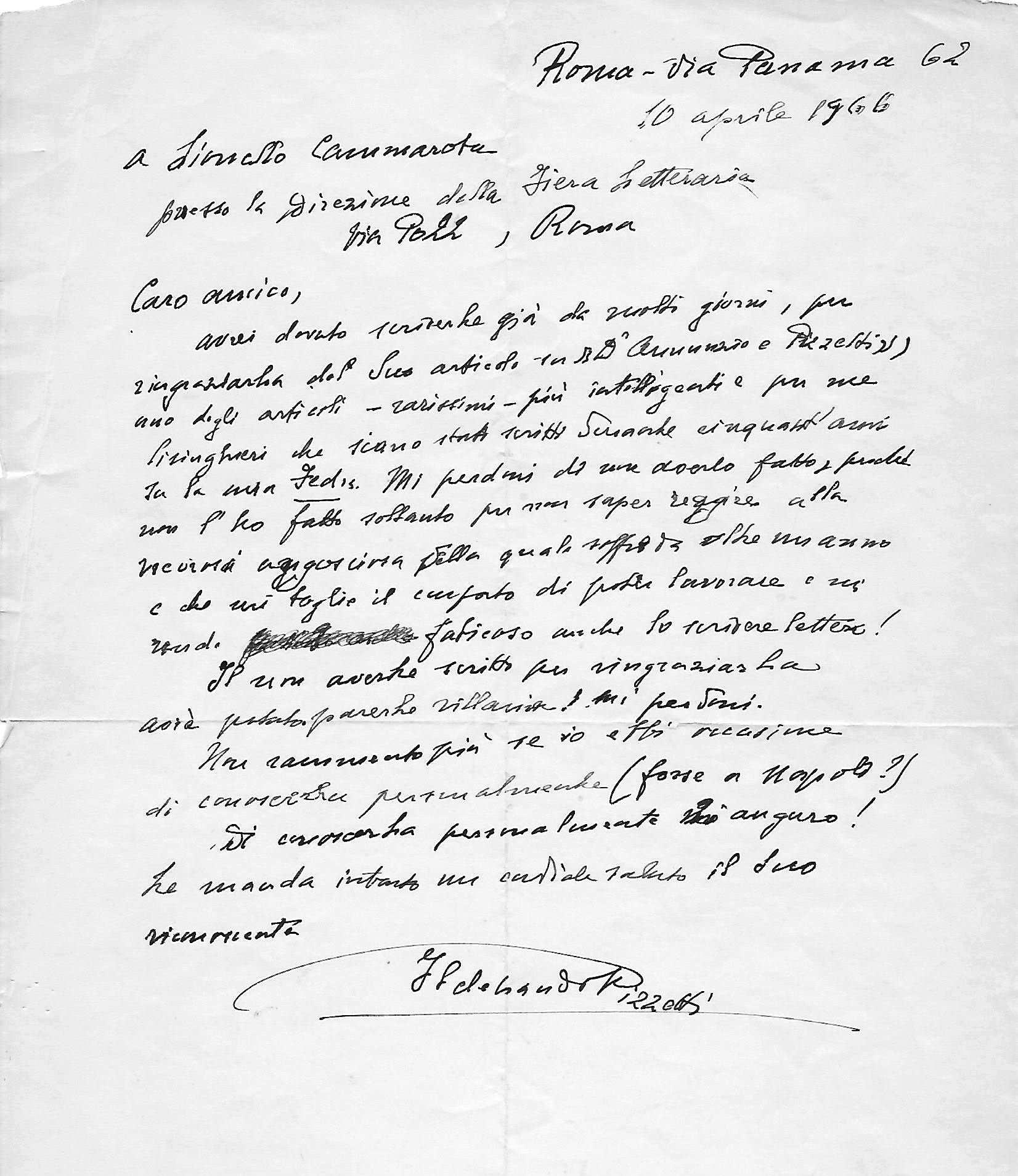
Lettera di Ildebrando Pizzetti.

- Lettera di Ildebrando Pizzetti.Problemi di estetica musicale (17 gennaio 1965)
- Tra Matilde e Minna  “TRISTANO E ISOTTA” ALL’OPERA (24 gennaio 1965)
- Debussy su commissione (31 gennaio 1965)
- “ONIEGHIN” ALL’OPERA  Dopo Napoleone (7 febbraio 1965)
- Da Mahler a Béla Bartòk (14 febbraio 1965)
- Il Conservatorio di S. Cecilia ha quattrocento anni (21 febbraio 1965)
- PIZZETTI  “ULTIMO DEFINITIVO” “Clitennestra” alla Scala (14 marzo 1965)
- Contrappunto di Paul Hindemith (28 marzo 1965)
- IL “WALLENSTEIN” DI MARIO ZAFRED (4 aprile 1965)
- Dallapiccola, Britten (18 aprile 1965)
- “Maria Antonietta” al S. Carlo (18 maggio 1965)
- Sciostakovic e l’avanguardia (23 maggio 1965)
- Respighi e Renzo Rossellini (30 maggio 1965)
- L’Opera di Belgrado (20 giugno 1965)
- Il Clavicembalo (11 luglio 1965)
- Strawinsky e Tosatti a Spoleto (18 luglio 1965)
- Tradotto il manuale di Rudolf Stephan (22 agosto 1965)
- UN PAESE DI SORDI l’educazione musicale in Italia (29 agosto 1965)
- MASCAGNI 20 ANNI DOPO (12 settembre 1965)
- BORBORIGMI ELETTRONICI AL FESTIVAL DI VENEZIA (26 settembre 1965)
- Novità alla Sagra Umbra “Curler River” di Britten (3 ottobre 1965)
- Un tempio dell’Arte “Il teatro alla Scala” di Carlo Gatti (10 ottobre 1965)
- Wagner, Berlioz, Dessau e Nono alla “Sagra Umbra” (17 ottobre 1965)
- La “Missa solemnis” di Beethoven (7 novembre 1965)
- Henze alla Filarmonica (21 novembre 1965)
- Un “Don Carlos” troppo prezioso inaugura la stagione dell’Opera (28 novembre 1965)
- Ferruccio Busoni, oggi (12 dicembre 1965)
- SCIOSTAKOVIC a Firenze (19 dicembre 1965)
- La diciassettesima fatica del conformista Henze “IL GIOVANE LORD” ALL’OPERA (26 dicembre 1965)
- IL MUSEO BELLINI IN ROVINA (13 gennaio 1966)
- MOSES UND AARON di Schoenberg (20 gennaio 1966)
- WALKIRIE (3 febbraio 1966)
- Musicisti D’OGGI Malipiero Martinu Milhaud (10 febbraio 1966)
- A TE VENGO ORFEO (17 febbraio 1966)
- DONIZETTI sconosciuto (10 marzo 1966)
- MUSICHE CONTEMPORANEE A ROMA Mortari Kodaly Zafred (17 marzo 1966)
- D’ANNUNZIO E PIZZETTI (24 marzo 1966)
- NEL NOME DI TOSCANINI (31 marzo 1966)
- PRINCIPI DELLA DANZA ALL’OPERA DI ROMA La Fracci e Nurejev (7 aprile 1966)
- MAHLER TRA SCILLA E CARIDDI (14 aprile 1966)
- DEDICA A MANZONI (28 aprile 1966)
- L’OPERA DI SOFIA AL S. CARLO     Russalka di Dargomyzskij (5 maggio 1966)
- UNA PRIMA IN RITARDO L’angelo di fuoco (12 maggio 1966)
- SALOMÈ all’Opera (19 maggio 1966)
- Maggio Musicale Fiorentino NOVITA’ CON BUSONI (9 giugno 1966)
- BALLETTI E TEATRO D’ECCEZIONE (23 giugno 1966)
- DEBUSSY A SPOLETO “Pelléas et Melisande” (7 luglio 1966)
- LE ESPERIENZE RADICALI (14 luglio 1966)
- LOHENGRIN A CARACALLA (21 luglio 1966)
- RESPIGHI TRENT’ANNI DOPO (28 luglio 1966)
- IL COMUNALE DI BOLOGNA (11 agosto 1966)
- LEGGI ED ENTI MUSICALI (18 agosto 1966)
- ESECUZIONE E INTERPRETAZIONE (1 settembre 1966)
- RICORDO DI CILEA (8 settembre 1966)
- MALIPIERO APRE IL FESTIVAL (15 settembre 1966)
- UN FESTIVAL DI SIBILI E RANTOLI (22 settembre 1966)
- PRESUNTI MOTIVI ARISTOFANESCHI  (29 settembre 1966)
- RIPORTATA IN LUCE UNA PASSIONE DI BACH (6 ottobre 1966)
- IL PREMIO TOSCANINI NON È STATO ASSEGNATO (20 ottobre 1966)
- STRAWINSKY ANTICO (27 ottobre 1966)
- IL JAZZ COME STORIA VIVA (3 novembre 1966)
- PAISIELLO A NAPOLI “Il mondo della luna” (17 novembre 1966)
- NOVITA’ DI FRANCAIX A SANTA CECILIA (24 novembre 1966)
- IL “RIGOLETTO” DI EDUARDO INAUGURA L’OPERA (1 dicembre 1966)
- “Il tutore balordo” (8 dicembre 1966)
- LA LEGGENDA DEL RITORNO (22 dicembre 1966)
- ANTON BRUCKNER LA NONA SINFONIA (5 gennaio 1967)
- VITALITÀ  DI PERGOLESI E DELLA SUA “SERVA PADRONA” (12 gennaio 1967)
- “IL NASO” UNA GRANDE PRIMA ALL’OPERA (19 gennaio 1967)
- STRADELLA ASSASSINATO (26 gennaio 1967)
- TURANDOT ALL’OPERA SPETTACOLO SENZA RETORICA (2 febbraio 1967)
- ARCHITETTURA E MITOLOGIA (9 febbraio 1967)
- ENCICLOPEDIE BIVALENTI E ANCHE AMBIGUE (16 febbraio 1967)
- IL LIED NASCITA E MORTE (23 febbraio 1967)
- PROPRIO NON HA CARATTERE LA RIESUMATA “ALZIRA” (2 marzo 1967)
- BACH ORGANISTA TRA WEIMAR E LIPSIA (9 marzo 1967)
- VERETTI, PETRASSI E UNA ESECUZIONE CON PUGNI IN SALA (16 marzo 1967)
- IL MELODRAMMA DOPO “L’ALCESTE” (23 marzo 1967)
- “ERNANI”  E LE ALTERAZIONI DEL GRAN SIMPATICO (6 aprile 1967)
- “SAFFO” DAL RISO DI MIELE Riesumata l’opera di Giovanni Pacini (13 aprile 1967)
- CHIAREZZA CRITICA PER COMPOSIZIONI ASSURDE (27 aprile 1967)
- I DIVERTIMENTI DI MENOTTI “Amelia al ballo” (4 maggio 1967)
- LA VITA PER LO ZAR (18 maggio 1967)
- LE AVVENTURE DEL SIGNOR BROUCEK[4] Maggio Fiorentino (25 maggio 1967)
- IL FLAUTO DI MOZART SUONA IN TEDESCO (1 giugno 1967)
- I GRANDI INTERPRETI ORMAI HANNO I CAPELLI GRIGI Von Karajan all’Auditorium (8 giugno 1967)
- I GONZAGA GLI AVEVANO MESSO LA CORDA AL COLLO Claudio Monteverdi (15 giugno 1967)
- TORNA LUCREZIA BORGIA di Donizetti (22 giugno 1967)